# Barie
 Barie  là một xã của tỉnh Gironde, thuộc vùng Aquitaine, tây nam nước Pháp.